# Puchar Świata w łyżwiarstwie szybkim 1993/1994
Puchar Świata w łyżwiarstwie szybkim 1993/1994 był 9. edycją tej imprezy. Cykl rozpoczął się 26 listopada 1993 roku w stolicy Niemiec – Berlinie, a zakończył 20 marca 1994 roku w holenderskim Heerenveen.
Puchar Świata rozgrywano w 7 miastach, w 6 krajach, na 2 kontynentach. 
Wśród kobiet triumfowały: Amerykanka Bonnie Blair na 500 m, Niemka Monique Garbrecht na 1000 m, reprezentująca Austrię Emese Hunyady na 1500 m oraz kolejna Niemka - Gunda Niemann w klasyfikacji 3000/5000 m. Wśród mężczyzn zwyciężali: Amerykanin Dan Jansen na 500 m i 1000 m, Holender Falko Zandstra wygrał na 1500 m, a Norweg Johann Olav Koss był najlepszy w klasyfikacji 5000/10 000 m.

## Medaliści zawodów

### Kobiety

#### Wyniki
| Data                 | Miejsce                                                        | Konkurencja                                                    | Zwycięzca                                                      | 2. miejsce                                                     | 3. miejsce                                                     |
| -------------------- | -------------------------------------------------------------- | -------------------------------------------------------------- | -------------------------------------------------------------- | -------------------------------------------------------------- | -------------------------------------------------------------- |
| 26–28 listopada 1993 | Berlin                                                         | 500 m (26 listopada)                                           | Bonnie Blair                                                   | Yu Seon-hui                                                    | Monique Garbrecht                                              |
| 26–28 listopada 1993 | Berlin                                                         | 1000 m (27 listopada)                                          | Bonnie Blair                                                   | Shiho Kusunose                                                 | Monique Garbrecht                                              |
| 26–28 listopada 1993 | Berlin                                                         | 1500 m (27 listopada)                                          | Gunda Niemann                                                  | Emese Hunyady                                                  | Swietłana Fiedotkina                                           |
| 26–28 listopada 1993 | Berlin                                                         | 3000 m (28 listopada)                                          | Gunda Niemann                                                  | Swietłana Bażanowa                                             | Carla Zijlstra                                                 |
| 4-6 grudnia 1993     | Hamar                                                          | 500 m (4 grudnia)                                              | Yu Seon-hui                                                    | Bonnie Blair                                                   | Yang Chunyuan                                                  |
| 4-6 grudnia 1993     | Hamar                                                          | 1500 m (4 grudnia)                                             | Gunda Niemann                                                  | Emese Hunyady                                                  | Swietłana Bażanowa                                             |
| 4-6 grudnia 1993     | Hamar                                                          | 1000 m (5 grudnia)                                             | Bonnie Blair                                                   | Swietłana Fiedotkina                                           | Sabine Völker                                                  |
| 4-6 grudnia 1993     | Hamar                                                          | 3000 m (5 grudnia)                                             | Gunda Niemann                                                  | Emese Hunyady                                                  | Swietłana Bażanowa                                             |
| 4-6 grudnia 1993     | Hamar                                                          | 5000 m (6 grudnia)                                             | Gunda Niemann                                                  | Carla Zijlstra                                                 | Elena Belci-Dal Farra                                          |
| 7-9 stycznia 1994    | 91. mistrzostwa Europy w wieloboju 1994 – Hamar                | 91. mistrzostwa Europy w wieloboju 1994 – Hamar                | 91. mistrzostwa Europy w wieloboju 1994 – Hamar                | 91. mistrzostwa Europy w wieloboju 1994 – Hamar                | 91. mistrzostwa Europy w wieloboju 1994 – Hamar                |
| 14–15 stycznia 1994  | Davos                                                          | 500 m (14 stycznia)                                            | Xue Ruihong                                                    | Swietłana Żurowa                                               | Jin Hua Angela Hauck Franziska Schenk                          |
| 14–15 stycznia 1994  | Davos                                                          | 1500 m (14 stycznia)                                           | Gunda Niemann                                                  | Swietłana Bażanowa                                             | Ulrike Adeberg                                                 |
| 14–15 stycznia 1994  | Davos                                                          | 1000 m (15 stycznia)                                           | Angela Hauck                                                   | Oksana Rawiłowa                                                | Natalja Połozkowa                                              |
| 14–15 stycznia 1994  | Davos                                                          | 3000 m (15 stycznia)                                           | Gunda Niemann                                                  | Swietłana Bażanowa                                             | Claudia Pechstein                                              |
| 21–22 stycznia 1994  | Milwaukee                                                      | 500 m (21 stycznia)                                            | Bonnie Blair                                                   | Yu Seon-hui                                                    | Catriona Le May                                                |
| 21–22 stycznia 1994  | Milwaukee                                                      | 1000 m (21 stycznia)                                           | Bonnie Blair                                                   | Angela Hauck                                                   | Yu Seon-hui                                                    |
| 21–22 stycznia 1994  | Milwaukee                                                      | 500 m (22 stycznia)                                            | Bonnie Blair                                                   | Yu Seon-hui                                                    | Kyōko Shimazaki                                                |
| 21–22 stycznia 1994  | Milwaukee                                                      | 1000 m (22 stycznia)                                           | Bonnie Blair                                                   | Yu Seon-hui                                                    | Shiho Kusunose                                                 |
| 22–23 stycznia 1994  | Innsbruck                                                      | 3000 m (22 stycznia)                                           | Carla Zijlstra                                                 | Hiromi Yamamoto                                                | Ludmiła Prokaszowa                                             |
| 22–23 stycznia 1994  | Innsbruck                                                      | 1500 m (23 stycznia)                                           | Emese Hunyady                                                  | Annamarie Thomas                                               | Mihaela Dascălu                                                |
| 29-30 stycznia 1994  | 25. Mistrzostwa świata w wieloboju sprinterskim 1994 – Calgary | 25. Mistrzostwa świata w wieloboju sprinterskim 1994 – Calgary | 25. Mistrzostwa świata w wieloboju sprinterskim 1994 – Calgary | 25. Mistrzostwa świata w wieloboju sprinterskim 1994 – Calgary | 25. Mistrzostwa świata w wieloboju sprinterskim 1994 – Calgary |
| 5-6 lutego 1994      | 52. mistrzostwa świata w wieloboju kobiet 1994 – Butte         | 52. mistrzostwa świata w wieloboju kobiet 1994 – Butte         | 52. mistrzostwa świata w wieloboju kobiet 1994 – Butte         | 52. mistrzostwa świata w wieloboju kobiet 1994 – Butte         | 52. mistrzostwa świata w wieloboju kobiet 1994 – Butte         |
| 12–27 lutego 1994    | XVII Zimowe Igrzyska Olimpijskie 1994 – Lillehammer            | XVII Zimowe Igrzyska Olimpijskie 1994 – Lillehammer            | XVII Zimowe Igrzyska Olimpijskie 1994 – Lillehammer            | XVII Zimowe Igrzyska Olimpijskie 1994 – Lillehammer            | XVII Zimowe Igrzyska Olimpijskie 1994 – Lillehammer            |
| 12–13 marca 1994     | Inzell                                                         | 500 m (12 marca)                                               | Bonnie Blair                                                   | Franziska Schenk                                               | Susan Auch                                                     |
| 12–13 marca 1994     | Inzell                                                         | 1000 m (12 marca)                                              | Bonnie Blair                                                   | Monique Garbrecht                                              | Oksana Rawiłowa                                                |
| 12–13 marca 1994     | Inzell                                                         | 3000 m (12 marca)                                              | Gunda Niemann                                                  | Ludmiła Prokaszowa                                             | Swietłana Bażanowa                                             |
| 12–13 marca 1994     | Inzell                                                         | 500 m (13 marca)                                               | Monique Garbrecht                                              | Franziska Schenk                                               | Bonnie Blair                                                   |
| 12–13 marca 1994     | Inzell                                                         | 1500 m (13 marca)                                              | Emese Hunyady                                                  | Ludmiła Prokaszowa                                             | Gunda Niemann                                                  |
| 19–20 marca 1994     | Heerenveen                                                     | 500 m (19 marca)                                               | Bonnie Blair                                                   | Monique Garbrecht                                              | Franziska Schenk                                               |
| 19–20 marca 1994     | Heerenveen                                                     | 1000 m (19 marca)                                              | Bonnie Blair                                                   | Monique Garbrecht                                              | Anke Baier                                                     |
| 19–20 marca 1994     | Heerenveen                                                     | 3000 m (19 marca)                                              | Gunda Niemann                                                  | Ludmiła Prokaszowa                                             | Emese Hunyady                                                  |
| 19–20 marca 1994     | Heerenveen                                                     | 500 m (20 marca)                                               | Bonnie Blair                                                   | Monique Garbrecht                                              | Shiho Kusunose Yu Seon-hui                                     |
| 19–20 marca 1994     | Heerenveen                                                     | 1500 m (20 marca)                                              | Emese Hunyady                                                  | Gunda Niemann                                                  | Swietłana Bażanowa                                             |
| 19–20 marca 1994     | Heerenveen                                                     | 5000 m (20 marca)                                              | Gunda Niemann                                                  | Carla Zijlstra                                                 | Elena Belci-Dal Farra                                          |

#### Klasyfikacje
| Lp. | Zawodnik             | Punkty |
| --- | -------------------- | ------ |
| 1.  | Bonnie Blair         | 172    |
| 2.  | Yu Seon-hui          | 140    |
| 3.  | Monique Garbrecht    | 133    |
| 4.  | Franziska Schenk     | 129    |
| 5.  | Susan Auch           | 111    |
| 6.  | Anke Baier           | 99     |
| 6.  | Angela Hauck         | 99     |
| 8.  | Edel Therese Høiseth | 88     |
| 9.  | Oksana Rawiłowa      | 85     |
| 9.  | Catriona Le May      | 85     |

| Lp. | Zawodnik             | Punkty |
| --- | -------------------- | ------ |
| 1.  | Monique Garbrecht    | 120    |
| 2.  | Angela Hauck         | 113    |
| 3.  | Yu Seon-hui          | 97     |
| 4.  | Franziska Schenk     | 86     |
| 5.  | Shiho Kusunose       | 84     |
| 6.  | Anke Baier           | 77     |
| 7.  | Seiko Hashimoto      | 73     |
| 8.  | Oksana Rawiłowa      | 69     |
| 9.  | Edel Therese Høiseth | 67     |
| 10. | Mihaela Dascălu      | 55     |

| Lp. | Zawodnik             | Punkty |
| --- | -------------------- | ------ |
| 1.  | Emese Hunyady        | 119    |
| 2.  | Gunda Niemann        | 117    |
| 3.  | Swietłana Bażanowa   | 96     |
| 4.  | Annamarie Thomas     | 75     |
| 5.  | Bonnie Blair         | 68     |
| 6.  | Swietłana Fiedotkina | 65     |
| 7.  | Ludmiła Prokaszowa   | 64     |
| 8.  | Mihaela Dascălu      | 61     |
| 9.  | Anke Baier           | 50     |
| 10. | Hiromi Yamamoto      | 43     |

| Lp. | Zawodnik              | Punkty |
| --- | --------------------- | ------ |
| 1.  | Gunda Niemann         | 150    |
| 2.  | Carla Zijlstra        | 118    |
| 3.  | Swietłana Bażanowa    | 117    |
| 4.  | Ludmiła Prokaszowa    | 108    |
| 5.  | Elena Belci-Dal Farra | 105    |
| 6.  | Annamarie Thomas      | 85     |
| 7.  | Anni Friesinger       | 84     |
| 8.  | Emese Hunyady         | 78     |
| 9.  | Heike Warnicke        | 64     |
| 10. | Hiromi Yamamoto       | 51     |

### Mężczyźni

#### Wyniki
| Data                 | Miejsce                                                        | Konkurencja                                                    | Zwycięzca                                                      | 2. miejsce                                                     | 3. miejsce                                                     |
| -------------------- | -------------------------------------------------------------- | -------------------------------------------------------------- | -------------------------------------------------------------- | -------------------------------------------------------------- | -------------------------------------------------------------- |
| 26–27 listopada 1993 | Berlin                                                         | 500 m (26 listopada)                                           | Hiroyasu Shimizu                                               | Dan Jansen                                                     | Manabu Horii                                                   |
| 26–27 listopada 1993 | Berlin                                                         | 1500 m (26 listopada)                                          | Ådne Søndrål                                                   | Falko Zandstra                                                 | Arjan Schreuder                                                |
| 26–27 listopada 1993 | Berlin                                                         | 500 m (27 listopada)                                           | Dan Jansen                                                     | Hiroyasu Shimizu                                               | Aleksandr Gołubiew                                             |
| 26–27 listopada 1993 | Berlin                                                         | 1000 m (27 listopada)                                          | Dan Jansen                                                     | Ihar Żalazouski                                                | Peter Adeberg                                                  |
| 26–27 listopada 1993 | Berlin                                                         | 5000 m (28 listopada)                                          | Rintje Ritsma                                                  | Johann Olav Koss                                               | Falko Zandstra                                                 |
| 4-6 grudnia 1993     | Hamar                                                          | 500 m (4 grudnia)                                              | Dan Jansen                                                     | Aleksandr Gołubiew                                             | Roger Strøm                                                    |
| 4-6 grudnia 1993     | Hamar                                                          | 5000 m (4 grudnia)                                             | Johann Olav Koss                                               | Rintje Ritsma                                                  | Falko Zandstra                                                 |
| 4-6 grudnia 1993     | Hamar                                                          | 500 m (5 grudnia)                                              | Dan Jansen                                                     | Manabu Horii                                                   | Kim Yun-man                                                    |
| 4-6 grudnia 1993     | Hamar                                                          | 1500 m (5 grudnia)                                             | Johann Olav Koss                                               | Arjan Schreuder                                                | Rintje Ritsma                                                  |
| 4-6 grudnia 1993     | Hamar                                                          | 1000 m (6 grudnia)                                             | Dan Jansen                                                     | Siergiej Klewczenia                                            | Kim Yun-man                                                    |
| 4-6 grudnia 1993     | Hamar                                                          | 10 000 m (6 grudnia)                                           | Johann Olav Koss                                               | Rintje Ritsma                                                  | Kjell Storelid                                                 |
| 7-9 stycznia 1994    | 91. mistrzostwa Europy w wieloboju 1994 – Hamar                | 91. mistrzostwa Europy w wieloboju 1994 – Hamar                | 91. mistrzostwa Europy w wieloboju 1994 – Hamar                | 91. mistrzostwa Europy w wieloboju 1994 – Hamar                | 91. mistrzostwa Europy w wieloboju 1994 – Hamar                |
| 14–16 stycznia 1994  | Davos                                                          | 500 m (14 stycznia)                                            | Siergiej Klewczenia                                            | Liu Hongbo                                                     | Aleksandr Gołubiew                                             |
| 14–16 stycznia 1994  | Davos                                                          | 1500 m (14 stycznia)                                           | Falko Zandstra                                                 | Jeroen Straathof                                               | Ådne Søndrål                                                   |
| 14–16 stycznia 1994  | Davos                                                          | 500 m (15 stycznia)                                            | Siergiej Klewczenia                                            | Grunde Njøs                                                    | Liu Hongbo                                                     |
| 14–16 stycznia 1994  | Davos                                                          | 1000 m (15 stycznia)                                           | Siergiej Klewczenia                                            | Ådne Søndrål                                                   | Ihar Żalazouski                                                |
| 14–16 stycznia 1994  | Davos                                                          | 5000 m (16 stycznia)                                           | Rintje Ritsma                                                  | Falko Zandstra                                                 | Kjell Storelid                                                 |
| 21–22 stycznia 1994  | Milwaukee                                                      | 500 m (21 stycznia)                                            | Dan Jansen                                                     | Yasunori Miyabe                                                | Kim Yun-man                                                    |
| 21–22 stycznia 1994  | Milwaukee                                                      | 1000 m (21 stycznia)                                           | Kevin Scott                                                    | Dan Jansen                                                     | Yukinori Miyabe                                                |
| 21–22 stycznia 1994  | Milwaukee                                                      | 500 m (22 stycznia)                                            | Yasunori Miyabe                                                | Manabu Horii                                                   | Dan Jansen                                                     |
| 21–22 stycznia 1994  | Milwaukee                                                      | 1000 m (22 stycznia)                                           | Dan Jansen                                                     | Yukinori Miyabe                                                | Manabu Horii                                                   |
| 22–23 stycznia 1994  | Innsbruck                                                      | 1500 m (22 stycznia)                                           | Ådne Søndrål                                                   | Falko Zandstra                                                 | Rintje Ritsma                                                  |
| 22–23 stycznia 1994  | Innsbruck                                                      | 5000 m (23 stycznia)                                           | Falko Zandstra                                                 | Jaromir Radke                                                  | Bart Veldkamp                                                  |
| 29-30 stycznia 1994  | 25. Mistrzostwa świata w wieloboju sprinterskim 1994 – Calgary | 25. Mistrzostwa świata w wieloboju sprinterskim 1994 – Calgary | 25. Mistrzostwa świata w wieloboju sprinterskim 1994 – Calgary | 25. Mistrzostwa świata w wieloboju sprinterskim 1994 – Calgary | 25. Mistrzostwa świata w wieloboju sprinterskim 1994 – Calgary |
| 12–27 lutego 1994    | XVII Zimowe Igrzyska Olimpijskie 1994 – Lillehammer            | XVII Zimowe Igrzyska Olimpijskie 1994 – Lillehammer            | XVII Zimowe Igrzyska Olimpijskie 1994 – Lillehammer            | XVII Zimowe Igrzyska Olimpijskie 1994 – Lillehammer            | XVII Zimowe Igrzyska Olimpijskie 1994 – Lillehammer            |
| 12–13 marca 1994     | 88. mistrzostwa świata w wieloboju 1994 – Göteborg             | 88. mistrzostwa świata w wieloboju 1994 – Göteborg             | 88. mistrzostwa świata w wieloboju 1994 – Göteborg             | 88. mistrzostwa świata w wieloboju 1994 – Göteborg             | 88. mistrzostwa świata w wieloboju 1994 – Göteborg             |
| 19–20 marca 1994     | Heerenveen                                                     | 500 m (19 marca)                                               | Manabu Horii                                                   | Dan Jansen                                                     | Yasunori Miyabe                                                |
| 19–20 marca 1994     | Heerenveen                                                     | 1000 m (19 marca)                                              | Dan Jansen                                                     | Ihar Żalazouski                                                | Siergiej Klewczenia                                            |
| 19–20 marca 1994     | Heerenveen                                                     | 5000 m (19 marca)                                              | Johann Olav Koss                                               | Bart Veldkamp                                                  | Kjell Storelid                                                 |
| 19–20 marca 1994     | Heerenveen                                                     | 500 m (20 marca)                                               | Manabu Horii                                                   | Dan Jansen                                                     | Aleksandr Gołubiew                                             |
| 19–20 marca 1994     | Heerenveen                                                     | 1500 m (20 marca)                                              | Jeroen Straathof                                               | Rintje Ritsma                                                  | Ådne Søndrål                                                   |
| 19–20 marca 1994     | Heerenveen                                                     | 10 000 m (20 marca)                                            | Kjell Storelid                                                 | Johann Olav Koss                                               | Bart Veldkamp                                                  |

#### Klasyfikacje
| Lp. | Zawodnik            | Punkty |
| --- | ------------------- | ------ |
| 1.  | Dan Jansen          | 186    |
| 2.  | Manabu Horii        | 168    |
| 3.  | Siergiej Klewczenia | 149    |
| 4.  | Aleksandr Gołubiew  | 143    |
| 5.  | Yasunori Miyabe     | 138    |
| 6.  | Roger Strøm         | 125    |
| 7.  | Kim Yun-man         | 95     |
| 8.  | Gerard van Velde    | 76     |
| 9.  | Sylvain Bouchard    | 75     |
| 10. | Grunde Njøs         | 73     |

| Lp. | Zawodnik            | Punkty |
| --- | ------------------- | ------ |
| 1.  | Dan Jansen          | 122    |
| 2.  | Siergiej Klewczenia | 82     |
| 3.  | Ihar Żalazouski     | 80     |
| 4.  | Peter Adeberg       | 75     |
| 5.  | Sylvain Bouchard    | 73     |
| 6.  | Manabu Horii        | 65     |
| 7.  | Kevin Scott         | 63     |
| 8.  | Yukinori Miyabe     | 60     |
| 9.  | Roland Brunner      | 59     |
| 10. | Patrick Kelly       | 55     |

| Lp. | Zawodnik         | Punkty |
| --- | ---------------- | ------ |
| 1.  | Falko Zandstra   | 92     |
| 2.  | Rintje Ritsma    | 88     |
| 3.  | Ådne Søndrål     | 87     |
| 4.  | Jeroen Straathof | 83     |
| 5.  | Arjan Schreuder  | 81     |
| 6.  | Peter Adeberg    | 56     |
| 7.  | Olaf Zinke       | 51     |
| 8.  | Johann Olav Koss | 47     |
| 9.  | Jurij Szulha     | 43     |
| 10. | Thomas Kumm      | 35     |

| Lp. | Zawodnik          | Punkty |
| --- | ----------------- | ------ |
| 1.  | Johann Olav Koss  | 135    |
| 2.  | Rintje Ritsma     | 128    |
| 3.  | Kjell Storelid    | 114    |
| 4.  | Bart Veldkamp     | 113    |
| 5.  | Jaromir Radke     | 106    |
| 6.  | Falko Zandstra    | 102    |
| 7.  | Frank Dittrich    | 82     |
| 8.  | Atle Vårvik       | 70     |
| 9.  | Jewgienij Sanarow | 59     |
| 10. | Toshihiko Itokawa | 44     |
| 10. | Kazuhiro Sato     | 44     |